# アグネス (小惑星)
アグネス (641 Agnes) は小惑星帯に位置する小惑星である。ハイデルベルクでマックス・ヴォルフによって発見された。名前の由来は不明。